# Platycoelia chrysotina
Platycoelia chrysotina är en skalbaggsart som beskrevs av Ohaus 1904. Platycoelia chrysotina ingår i släktet Platycoelia och familjen Rutelidae. Inga underarter finns listade i Catalogue of Life.